# José Juan Díaz Trillo
José Juan Díaz Trillo (Huelva, 1958) es un político y escritor español.
Licenciado en Filología Hispánica (1976-1982 Universidad de Sevilla), y estudios de postgrado de Literatura Hispanoamericana en Sevilla y Princeton (USA). Especialidad en Literatura Hispanoamericana: Tesis de Licenciatura sobre José Martí y trabajos de doctorado sobre José Lezama Lima. 
Profesor de Literatura de Bachillerato y funcionario de la Junta de Andalucía desde 1984. Desde de 1989 es Coordinador del Servicio de Publicaciones Educativas de la Delegación Provincial de Educación y Ciencia en Huelva En 1991 fue director general del Patronato Provincial del Quinto Centenario. En 1986 fue socio fundador de la Asociación de profesores de literatura ESPACIO. Director del Festival de Cine Iberoamericano de Huelva en 1994 y responsable institucional del mismo en las tres ediciones anteriores. Ha sido miembro del Consejo Social de la Universidad de Huelva.
Fue asesor de la Fundación Cajasol y presidente del Patronato del Paraje Natural de las Marismas del Odiel. Director y colaborador de distintas revistas culturales y literarias, miembro del Consejo Editor de la colección de narrativa “El fantasma de la Glorieta” así como de prensa y televisión (Odiel, La Noticia, Huelva Información, La Voz de Huelva, Sur, Costa Oriental, Canal Sur…).

## Política
Delegado de la Consejería de Cultura de la Junta de Andalucía en Huelva.
Se presentó como candidato a la alcaldía de su ciudad ocupando el cargo de portavoz del Grupo Municipal Socialista en el Ayuntamiento de Huelva. 
Desde 2001 a 2010 fue Presidente del Paraje Natural MARISMAS DEL ODIEL y de 2008 a 2010 vicepresidente de la Comisión de Medio Ambiente del Parlamento Andaluz. Desde ese mismo año ha ostentado la Vicepresidencia de los Parques Nacionales de Sierra Nevada y Doñana.
Ha encabezado la candidatura del PSOE por la provincia de Huelva al Congreso de los Diputados, en las dos últimas elecciones generales, siendo diputado desde entonces.
En el Congreso de los Diputados, ha sido dos veces Presidente de la Comisión para el Estudio del Cambio Climático (2016-2018). Y actualmente, es Presidente de la Comisión de Transición Ecológica, portavoz adjunto de Educación del Grupo Parlamentario Socialista, y miembro de la Comisión de Cultura.
|url= http://www.congreso.es/portal/page/portal/Congreso/Congreso/Diputados/BusqForm?_piref73_1333155_73_1333154_1333154.next_page=/wc/fichaDiputado?idDiputado=273&idLegislatura=12

## Obra publicada
Hombre de letras y de poesía, gran amante de la literatura. Autor de una decena de libros de creación literaria, fundamentalmente poesía, ha ganado los premios RESIDENCIA (Extremadura ,1988), internacional de poesía ODÓN BETANZOS (1993) y ALJABIBE (Madrid, 2010), así como una Beca de Ayuda a la Creación del Ministerio de Cultura de España en 1989. Entre otros títulos, Héroe de su herida (Ed. Alcazaba, 1988), Delicioso el hereje (colección Juan Ramón Jiménez, 1990), El café de los tristes (Ed.AR, 1999), De varia lección (2008) y Mundo y aparte (2011), ambos en la editorial madrileña Endymion. En 2016 publica su primera novela, Cándido en la Asamblea (Ed. Point de Lunettes), y en 2017 Concordia (Ed. Point de Lunettes). Además de una colección de poemas y dibujos sobre las relaciones entre Andalucía y Marruecos. En la actualidad prepara el libro de poemas Llanos de la Belleza, cuyo adelanto ha publicado en Ediciones 4 de agosto, La Rioja, 2017.
Asimismo ha colaborado en distintas antologías literarias, ha publicado reseñas sobre arte y literatura y ha sido comisario de varias exposiciones. Coordinador de encuentros y reuniones relacionadas con nuestra literatura y con el valor económico del idioma español, ha dictado conferencias en España, Portugal, Colombia, EE. UU. y Marruecos.
Ha escrito sobre temas de Huelva en sus artículos y ensayos y en sus obras, Ciudad sin cielo o Itinerario desde Sevilla traducida a varios idiomas.
- En 1979 edita su primer poemario: Milciades (Huelva : Imp. Jiménez).
- Mal te perdonarán a ti las horas : 12 poemas, libro / baraja con doce ilustraciones del pintor Buly y doce poemas suyos (Huelva : Librería Saltés, 1985)
- Héroe de su herida (Badajoz : Diputación Provincial, 1988. Col. Alcazaba)
- Ciudad sin cielo (Badajoz : Cuadernos Poéticos Kylix, 1990)
- Delicioso el hereje (Huelva : Diputación Provincial, 1990. Col. de -Poesía “Juan Ramón Jiménez, 13)
- Itinerarios desde Sevilla (Salamanca : Anaya, 1992)
- Para evitar la nieve (Rociana del Condado, Huelva : Fundación Odón Betanzos Palacios, 1993. Col. El médano fugitivo. Poesía, 3)
- Versos libres (Huelva : La Voz de Huelva, 1999. Col. Poetas onubenses contemporáneos, 23)
- El café de los tristes (Sevilla : Ed. AR., 1999)
- Historia general (Sevilla : José Lebrato y Padilla Libros Editores & Libreros, 2001).

## Colaboraciones
- Ha colaborado en diversos trabajos de su hermano el pintor Buly (Aurelio Díaz Trillo)como: Tauromaquia de Segismundo (Huelva : Patronato V Centenario, 1990), carpeta de serigrafías
- Figura también como responsable de un estudio sobre el escultor Pepe Noja (Huelva : Patronato Provincial Quinto Centenario, 1992), junto con Ángel Antonio González y José Marín-Medina.

## Premios
- “IX Premio Residencia Extremadura , 1987” (Poesía)
- En 1989 obtiene un Beca de Ayuda a la Creación del Ministerio de Cultura para escribir Para evitar la nieve, libro con el que obtiene el “ XIV Premio Internacional de Poesía Odón Betanzos”, en 1993

| Predecesor: Cinta Castillo Jiménez | Consejero de Medio Ambiente de la Junta de Andalucía 2010-2012 | Sucesor: Luis Planas |